# Torrijos, Filippinerna
Torrijos (Bayan ng Torrijos) är en kommun i Filippinerna. Kommunen tillhör provinsen Marinduque och ligger på ön med samma namn. Folkmängden uppgår till 28 000 invånare.

## Barangayer
Torrijos är indelat i 25 barangayer.
| - Bangwayin - Bayakbakin - Bolo - Bonliw - Buangan - Cabuyo - Cagpo - Dampulan - Kay Duke - Mabuhay - Makawayan - Malibago - Malinao | - Maranlig - Marlangga - Matuyatuya - Nangka - Pakaskasan - Payanas - Poblacion - Poctoy - Sibuyao - Suha - Talawan - Tigwi |